# Malásia nos Jogos Olímpicos de Verão de 1976
A Malásia competiu nos Jogos Olímpicos de Verão de 1976, em Montreal, Canadá.

## Resultados por Evento

### Atletismo
Marcha atlética 20km masculino
- Khoo Chong Beng — 1:40:16 (→ 32º lugar)

### Ciclismo
Estrada individual masculino
- Yahya Ahmad — não terminou (→ sem classificação)

### Hóquei sobre a grama

#### Competição Masculina
- Fase Preliminar(Grupo A)
  - Perdeu para a Austrália (0-2)
  - Perdeu para a Holanda (0-2)
  - Derrotou a Argentina (2-0)
  - Derrotou o Canadá (1-0)
  - Perdeu para Índia(0-3)
- Partidas de Classificação
  - 5º/8º lugar: Perdeu para a Espanha (1-2)
  - 7º/8º lugar: Perdeu para Índia (0-2) → 8º lugar
- Elenco
  - ( 1.) Khailuddin Zainal
  - ( 2.) Azraai Mohamed Zain
  - ( 3.) Srishanmuganath Naganathy
  - ( 4.) Francis Anthonysamy
  - ( 5.) Kok Ming Lam
  - ( 6.) Mohindar Singh Amar
  - ( 7.) Choon Hin Wong
  - ( 8.) Balasingam Singaram
  - ( 9.) Palanisamy Nallasamy
  - (10.) Rama Krishnan Rengasamy
  - (11.) Mahendran Murugesan
  - (12.) Singh Avtar Gill
  - (13.) Antony Cruz
  - (14.) Fook Loke Poon
  - (15.) Pathmarajah Ramalingam
  - (16.) Soon Kooi Ow
- Técnico: Mohamed Sidek Othman Encik